# Artık Kısa Cümleler Kuruyorum
Artık Kısa Cümleler Kuruyorum (рус. «Я теперь говорю короткими фразами») — второй студийный альбом турецкой рок-певицы Шебнем Ферах, выпущенный Universal Music в 1999 году. Первый сингл с альбома Bugün («Сегодня») Шебнем посвятила памяти своей старшей сестры Айджан Ферах, которая умерла в 1998 году.

## Список композиций
1. Oyunlar («Уловки»)
2. Ay («Луна»)
3. Bugün («Сегодня»)
4. Kalbim («Моё сердце»)
5. Herkes Bilsin İstedim («Я хотела всё знать»)
6. Oyunun Sonu («Конец игре»)
7. Üvey («Шаг»)
8. Nefessiz Kaldım («Затаив дыхание»)
9. Yorgun («Усталый»)
10. Artık Kısa Cümleler Kuruyorum («Я теперь говорю короткими фразами»)
11. Bugün (Инструментальная) - бонус

## Видео
На песни из альбома Artık Kısa Cümleler Kuruyorum: Bugün и Artık kısa cümleler kuruyorum - были сняты два видеоклипа.

## Участники записи
Вокал: Шебнем Ферах 

А также:
- Демир Демиркан - электрическая гитара, акустическая гитара, мандолина,
- Таркан Гёзюбюйюк - бас-гитара
- Искандер Пайдаш - ударные, клавишные
- Волкан Октэм - ударные
- Бурак Гюрпынар - ударные
- Дениз Йылмаз - электрическая гитара
- Аттила Оздемироглу - смычковые
- Иляс Тетик Грубу - смычковые

Студия: Karma müzik 

Продюсеры: Шебнем Ферах, Таркан Гёзюбюйюк, Демир Демиркан, Karma müzik 

Запись: Хакан Куршун, Мурат Булут, Искандер Пайдаш 

Фотография: Тамер Ялмаз